# الشاهد الصامت
الشاهد الصامت أو الشاهد الأخرس (بالإنجليزية: Dumb Witness) هي رواية تحقيق من إنشاء وتأليف الكاتبة البريطانية أجاثا كريستي وقد نُشرِت هذه الرواية لأول مرة في 5 يوليو 1937 وهي من بطولة المحقق البلجيكي هيركيول بوارو وصديقه آرثر هستنغز. بيعت النسخة البريطانية من الكتاب مقابل سبعة شلنات وستة بنسات، فيما بيعت نسخة الولايات المتحدة مقابل دولارين اثنين. يعرض الكتاب قصصًا عن المحقق البلجيكي هيركيول بوارو مروية على لسان صديقه آرثر هاستينغز. تعرض رواية الستارة: القضية الأخيرة لبوارو التي نشرتها أغاثا كريستي في عام 1975، شخصيةَ آرثر هاستينغز نفسها، وتستخدمها، مرة أخرى، كراوٍ للحكاية.
حصدت الرواية التي نشرت عام 1937 ردود فعل إيجابية بشكل عام، على الرغم من إشارة العديد من النقاد إلى وجود بعض مواطن الضعف في حبكتها. وصفت جريدة الغارديان البريطانية عمل كريستي في هذه الرواية بقولها: «تقوم المؤلفة بهذا النوع من الأشياء بشكل جيد للغاية»، في الوقت الذي تساءلت في جريدة التايمز البريطانية عن أحد التصرفات التي قام بها القاتل: «مَن مِن الممكن أن يستخدم المطرقة والمسامير والطلاء في منتصف الليل» بالقرب من غرفة نوم مفتوحة الباب؟. لم تعتبر صحيفة نيويورك تايمز هذه الرواية أفضل ما قدمته الروائية البريطانية أجاثا كريستي، لكنها قدمت، بالرغم من ذلك، «قصة مثيرة ذات مستوى أعلى من المتوسط بكثير»، وهو الرأي الذي يشاركها فيه الكاتب الإنكليزي «توركيومادا» (إدوارد ماثيرز) الذي وصف الكتاب بأنه (الأقل شأنًا من بين جميع كتب بوارو) وأنهى تعليقه على الكتاب بقوله «لكن، لا يزال أسوأ ما تقدمه كريستي أفضل من المتوسط الجيد». اعتبرت ماري ديل، على النقيض من ذلك، رواية الشاهد الصامت أفضل ما قدمته أجاثا كريستي. كتبت صحيفة ذا سكوتسمان مقالًا حول رواية الشاهد الصامت، ذُكر فيه: «تستحق مؤلفتها العلامة الكاملة». وجدت إحدى المراجعات التي نشرت عام 1990 في رواية الشاهد الصامت رواية غير مشوقة بما فيه الكفاية، وتحتوي على العديد من الأدلة الواضحة.

## نبذة قصيرة
ظن الجميع أن حادث سقوط اميلي أرونديل على كرة من المطاط تركت على السلالم قد تسبب فيه كلبها ولكنها كلما فكرت في سقوطها أكثر زاد اقتناعها بأن أحد أقاربها كان يحاول أن يقتلها في السابع عشر من شهر أبريل كتيت شكوكها في خطاب وأرسلته إلى المحقق هيركيول بوارو الغريب في الأمر أنه لم يتلق الخطاب حتى الثامن والعشرين من شهر يونيو بعد وفاة اميلي بالفعل.

## الترجمة العربية
- الشاهد الصامت مقتل الآنسة إميلي أرونديل - مكتبة جرير.[9]
- الشاهِد الصّامت - دار النجمة للنشر والتوزيع.[10]
- الشاهد الصامت - دار ميوزيك للنشر.[11]